# کارلوک
کارلوک (به انگلیسی: Carluke) یک شهرک در اسکاتلند است که در لانارکشر جنوبی واقع شده‌است. کارلوک ۱۳٬۳۰۰ نفر جمعیت دارد.